# Deus otiosus
Deus otiosus „nečinný bůh“ je v dějinách náboženství bůh, zpravidla stvořitel a vládce nebes, který je pasivní a přenechává vládu nad světem a komunikaci s lidmi nižším božstvům, předkům či přírodním duchům. Z toho důvodu má zpravidla malý či žádný kult. Koncept nečinného boha je častý především v Africe, Jižní Americe a Melanésii, ale objevuje se také ve folklóru jihovýchodní Evropy, například v Rumunsku.
Ve filosofii náboženství odpovídá tomuto konceptu deismus.